# Stefan Kawalec (piłkarz)
Stefan Kawalec (ur. 26 stycznia 1957, zm. w 2024 w London) – polski piłkarz, występujący na pozycji obrońcy lub pomocnika.

## Życiorys
W 1975 roku zadebiutował w pierwszej drużynie Stali Rzeszów, która grała wówczas w I lidze. W sezonie 1975/1976 rozegrał osiem meczów ligowych. Po spadku Stali do II ligi w sezonie 1976/1977 zagrał w 22 meczach. W latach 1977–1980 grał w Stali w III lidze. W sezonie 1979/1980 wywalczył ze Stalą awans do II ligi. W latach 1980–1981 zagrał w 31 meczach ligowych. W 1981 roku został piłkarzem Stali Mielec. Barwy tego klubu reprezentował do 1983 roku. Następnie był zawodnikiem Resovii, w której grał do 1990 roku. Po zakończeniu kariery piłkarskiej zamieszkał w Kanadzie.

## Statystyki ligowe
| Sezon         | Klub            | Liga     | Mecze | Gole |
| ------------- | --------------- | -------- | ----- | ---- |
| 1975/1976     | Stal Rzeszów    | I liga   | 8     | 0    |
| 1976/1977     | Stal Rzeszów    | II liga  | 22    | 0    |
| 1977/1978     | Stal Rzeszów    | III liga | ?     | 1    |
| 1978/1979     | Stal Rzeszów    | III liga | ?     | 4    |
| 1979/1980     | Stal Rzeszów    | III liga | ?     | 2    |
| 1980/1981     | Stal Rzeszów    | II liga  | 28    | 2    |
| 1981/1982 (j) | Stal Rzeszów    | II liga  | 3     | 0    |
| 1981/1982     | Stal Mielec     | I liga   | 7     | 0    |
| 1982/1983     | Stal Mielec     | I liga   | 29    | 1    |
| 1983/1984     | Resovia Rzeszów | II liga  | ?     | ?    |
| 1984/1985     | Resovia Rzeszów | II liga  | ?     | ?    |
| 1985/1986     | Resovia Rzeszów | II liga  | ?     | ?    |
| 1986/1987     | Resovia Rzeszów | II liga  | ?     | ?    |
| 1987/1988     | Resovia Rzeszów | II liga  | ?     | ?    |
| 1988/1989     | Resovia Rzeszów | II liga  | ?     | ?    |
| 1989/1990     | Resovia Rzeszów | II liga  | 19    | 0    |